# 源漑
源 漑（みなもと の そそぐ）は、平安時代前期の貴族。仁明源氏、右大臣・源多の子。官位は従五位下・伯耆守。

## 経歴
元慶7年（883年）正月7日、無位から従五位下に直叙。仁和3年（887年）8月22日に摂津権介に任ぜられる。その他、伯耆守・美作守と受領を歴任した。